# Javier de Pedro
Francisco Javier de Pedro Falque (født 4. august 1973 i Logroño, Spanien) er en tidligere spansk fodboldspiller (venstre midtbane).
De Pedro tilbragte størstedelen af sin karriere hos den baskiske storklub Real Sociedad, hvor han var tilknyttet i tolv sæsoner. Han var en bærende kraft på holdet, der i 2003 var meget tæt på at vinde det spanske mesterskab, men som til slut endte på andenpladsen, to point efter Real Madrid.
Efter at de Pedro i 2004 forlod Sociedad lykkedes det ham ikke at slå igennem i nogen andre klubber. Han stoppede karrieren i 2007 efter adskillige kortvarige og mislykkede ophold, blandt andet hos Blackburn Rovers i England og Perugia i Italien.

## Landshold
De Pedro spillede fra 1998 til 2003 tolv kampe og scorede to mål for det spanske landshold. Han var en del af det spanske trup til VM i 2002 i Sydkorea og Japan. Han spillede fire af spaniernes kampe i turneringen, hvor holdet blev slået ud i kvartfinalen.